# Contratto con la Romania
Il Contratto con la Romania (in romeno: Contractul cu România) è un documento programmatico redatto nel 1995 dalla Convenzione Democratica Romena (CDR) in vista delle elezioni parlamentari in Romania del 1996. Tale contratto prevedeva delle dichiarazioni di intenti, ovvero delle proposte in venti punti che un eventuale governo avrebbe messo in atto entro i primi duecento giorni di legislatura. La CDR vinse le elezioni ma, nonostante i propositi, duri contrasti interni alla maggioranza e instabilità politica (tra il 1996 e il 2000 si susseguirono i governi Ciorbea, Vasile e Isărescu) resero impossibile l'applicazione del programma.
Nel mondo altri esempi simili di contratto furono elaborati dal Partito Repubblicano degli Stati Uniti d'America, che nel 1994 stipulò con i propri elettori il Contratto con l'America, e dalla Casa delle Libertà di Silvio Berlusconi, che nel 2001 ideò il Contratto con gli italiani.

## Contesto storico
All'indomani della rivoluzione romena del 1989 che mise fine al regime comunista di Nicolae Ceaușescu, il potere fu assunto dal partito postcomunista del Fronte di Salvezza Nazionale (FSN), che occupò ininterrottamente tutte le principali posizioni di potere del paese tra il 1989 e il 1996. Il FSN fu quasi esclusivamente l'unico partito rappresentato nell'organo legislativo provvisorio (Consiglio del Fronte di Salvezza Nazionale), mentre i suoi membri controllarono tutti gli incarichi, oltre che politici, anche all'interno delle maggiori strutture statali, dalla radio, alla televisione, all'intero sistema di difesa del paese, comprensivo dei servizi segreti. Grazie alla sua presenza nelle istituzioni il FSN dominò con una maggioranza bulgara le elezioni parlamentari in Romania del 1990 e il suo leader Ion Iliescu riuscì ad ottenere la presidenza della repubblica per sette anni consecutivi dal 1989 al 1996.
Per contrastarne il dominio assoluto, nel 1991 sotto la guida del Partito Nazionale Contadino Cristiano Democratico (PNȚCD) di Corneliu Coposu, le opposizioni si organizzarono intorno ad un'alleanza elettorale chiamata Convenzione Democratica Romena (CDR) che, promettendo il distacco dall'ideologia comunista populista-paternalista e con l'adesione ad un'ampia apertura al liberalismo e all'economia di mercato, alle elezioni legislative del 1992 riuscì ad affermarsi come seconda forza del paese. Il candidato presidenziale Emil Constantinescu giunse al secondo posto dopo aver perso il ballottaggio contro Ion Iliescu.
La CDR, quindi, fu la principale forza di opposizione al governo Văcăroiu (1992-1996), mentre negli stessi anni preparò la propria campagna elettorale in vista delle elezioni amministrative, parlamentari e presidenziali del 1996. Il 23 novembre 1995 il consiglio nazionale della CDR si riunì per la prima volta senza Corneliu Coposu (deceduto l'11 novembre) e presentò un documento programmatico chiamato Contratto con la Romania (Contractul cu România) che, in 20 punti, prometteva l'immediato miglioramento delle condizioni di vita dei romeni tramite l'applicazione di un completo programma di governo in 200 giorni dall'insediamento.

## Struttura

### Struttura generale
Il contratto si articolava principalmente in tre parti:
- Un preambolo in cui la CDR prometteva il conseguimento dei propri obiettivi e invitava gli elettori al voto.
- Venti punti programmatici da mettere in pratica entro 200 giorni dall'insediamento di un eventuale governo.
- Un epilogo a firma della CDR, in cui la coalizione ricordava agli elettori il diritto a ritirare il proprio sostegno nel caso in cui il governo non fosse riuscito a compiere le promesse.

### Preambolo
(Contratto con la Romania)

### Venti punti

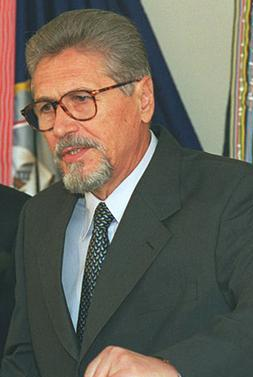
Emil Constantinescu, leader della Convenzione Democratica Romena e presidente della Romania dal 1996 al 2000

I venti punti programmatici, così composti, promettevano in 200 giorni:
1. La restituzione ai proprietari di tutti i terreni confiscati sotto il regime comunista e il rilascio di certificati a tutte le persone il cui diritto di proprietà era stato riconosciuto legittimo.
2. L'avvio del processo parlamentare per un insieme di leggi in base alle quali:
  - Gli ex latifondi divenuti sotto il regime aziende agricole di stato o fattorie di partito e rimaste in proprietà dello stato, sarebbero stati assegnati in via prioritaria a famiglie numerose, a giovani contadini senza terreni, a giovani disposti a diventare agricoltori e a specialisti del settore agricolo con residenza nei rispettivi villaggi. Sarebbero stati esclusi dall'assegnazione i terreni sui quali erano stati costruiti istituti di ricerca e fattorie per la coltivazione di sementi.
  - L'imposta sui terreni agricoli sarebbe stata annullata fino al 2000.
  - Sarebbe stato riconosciuto il diritto di proprietà dei contadini sui mezzi di lavoro che gli erano stati confiscati sotto il regime al momento della collettivizzazione delle proprietà agricole, a titolo di risarcimento del danno.
  - Sarebbe stato assicurato credito diretto ai coltivatori per l'approvvigionamento di fertilizzanti, erbicidi, sementi, carburanti, foraggi e altri materiali necessari alla produzione, nonché per l'acquisto rateale di aratri, trattori e altri strumenti agricoli. Il tasso d'interesse per questi prestiti sarebbe stato ridotto alla metà del tasso di interesse praticato dalle banche, con la differenza sovvenzionata dallo stato. I debitori avrebbero potuto saldare tali prestiti anche in cambio di prodotti agricoli.
3. L'avvio del processo parlamentare di una legge in base alla quale giovani specialisti di agricoltura, insegnanti, medici e sacerdoti che trasferivano la propria residenza nei villaggi, avrebbero ricevuto un lotto ad uso abitativo, sovvenzioni per la costruzione della casa e un ettaro di terreno agricolo.
4. Il ricalcolo delle pensioni dei contadini che avevano prestato servizio presso le aziende agricole di stato, in base al periodo in cui avevano iniziato a lavorare nell'agricoltura. La pensione sarebbe stata almeno la metà del salario minimo.
5. Facilitazioni ai giovani per l'acquisto di case, ponendo a disposizione terreni e prestiti a lungo termine con un tasso d'interesse massimo del 10%. Per chi metteva su famiglia sarebbe stato sviluppato un programma parallelo. Sarebbe istituito il Fondo Nazionale per le Abitazioni (Fondul Național pentru Locuințe).
6. L'elaborazione di progetti per la costruzione di residenze per studenti per 10.000 posti, garantendo la loro concessione d'uso in 18 mesi.
7. La presentazione di un programma governativo per la garanzia dell'integrazione economica dei giovani e per il sostegno dei lavoratori assunti per la prima volta. Fino al momento in cui avrebbero trovato un lavoro, i neodiplomati e i neolaureati avrebbero ricevuto un aiuto sociale.
8. Il ricalcolo di tutte le pensioni e di tutti i sussidi sociali in base al salario medio corrispondente alla professione praticata. Sarebbe stato tolto il controllo del governo sul fondo per i sussidi sociali e sul fondo delle pensioni. Sarebbe stata ristabilita la Cassa Autonoma delle Pensioni (Casa Autonomă a Pensiilor) sotto amministrazione privata.
9. La definizione di indicatori sociali minimi per la determinazione del costo della vita ad un livello dignitoso, in accordo con i sindacati dei lavoratori, con le unioni dei datori di lavoro, delle organizzazioni dei pensionati ecc. Questi indicatori sarebbero stati usati per stabilire correttamente e in modo trasparente il salario minimo e l'evoluzione degli indici per il ricalcolo.
10. La creazione di misure legali per garantire la correttezza dei prezzi dei prodotti e dei servizi primari: alimenti (latte, pane, carne), servizi pubblici (elettricità, acqua, energia termica) e medicine per bambini e pensionati.
11. La creazione di una legge che assicurasse alle neomamme un'indennità di maternità legata alla sospensione dal servizio lavorativo di due anni, nonché un assegno mensile uguale al 10% del salario medio, per ogni bambino sotto i 16 anni sotto la propria custodia.
12. La promulgazione di una legge che avrebbe diminuito, fino all'azzeramento, la tassa sui profitti reinvestiti, finalizzati alla creazione di nuovi posti di lavoro, alla crescita della produttività e all'informatizzazione delle attività.
13. La revisione del sistema tributario per la popolazione, con lo scopo della diminuzione delle tasse. Sarebbe stata ridotta, specialmente, l'imposta sul reddito.
14. L'adozione di piani governativi in base ai quali:
  - Sarebbero state asfaltate e illuminate le strade di tutti i villaggi. Nei successivi due anni sarebbe stato eseguito il 30% dei lavori.
  - Sarebbe stata assicurata acqua corrente a tutti i villaggi. Nei successivi due anni sarebbe stato eseguito il 30% dei lavori.
  - Sarebbe stata connessa le rete telefonica a tutti i villaggi. Nei successivi quattro anni sarebbe stato eseguito il 60% dei raccordi telefonici.
  - Sarebbe stata connessa la rete elettrica a tutti gli insediamenti umani nel territorio della Romania, a prescindere dalla dimensione.
15. Sarebbe stata promossa e applicata una legge sulla dichiarazione e sul controllo degli averi e dei redditi del presidente della repubblica, dei parlamentari, dei membri del governo e dei sindaci. Sarebbe stata vietata la compatibilità tra le funzioni di partito e quelle nei consigli dei consigli di amministrazione delle aziende pubbliche. Nel caso di aziende private, il politico ne avrebbe trasmesso la gestione ad una società d'amministrazione, costituita per legge.
16. L'adozione di una legge in base alla quale sarebbero state vietate le attività dietro le quali si nascondevano frodi speculative (come la Caritas), che potevano portare a tragedie individuali e all'apparizione di nuovi ricchi da un giorno all'altro.
17. L'inasprimento delle pene per i reati di omicidio, violenza, rapina e furto, per i reati di corruzione e per quelli commessi da funzionari pubblici contro l'interesse dei cittadini. Sarebbero stati rafforzati i fondi destinati alle forze dell'ordine e alla pubblica sicurezza.
18. Sarebbe stata promulgata una legge per la suddivisione e l'amministrazione territoriale, tenendo conto delle priorità dei distretti e delle località precedentemente soppressi.
19. Sarebbe stata assicurata la crescita dei fondi destinati ad alcuni settori essenziali per il futuro del paese: istruzione, sanità, cultura, ricerca e difesa.
20. Sarebbe stato presentato un programma governativo per il rifacimento e lo sviluppo delle infrastrutture: arterie stradali, ferrovie, aeroporti, porti, reti di telecomunicazione. Queste sarebbero state realizzate in via prioritaria con l'utilizzo di capitale straniero e avrebbe creato numerosi posti di lavoro in diversi settori e in tutte le zone del paese

### Epilogo
(Contratto con la Romania)

## Realizzazione del programma
Vinte le elezioni del 1996, la CDR costituì un ampio governo di coalizione con il Partito Democratico (PD) di Petre Roman e l'Unione Democratica Magiara di Romania (UDMR) che, però, a causa delle differenze ideologiche tra partiti e del personalismo dei propri membri, condusse ad un periodo di stallo legislativo e stagnazione economica. Sebbene i tre governi sostenuti dalla CDR (Ciorbea 1996-1998, Vasile 1998-1999, Isărescu 1999-2000) avessero introdotto in una certa misura provvedimenti volti alla liberalizzazione e all'occidentalizzazione del paese, queste non furono sistematiche e non diedero un forte impulso all'economia e ad un'estesa opera di democratizzazione, lasciando i termini del Contratto con la Romania perlopiù incompiuti.